# Ferdinand Hýža
Ferdinand Hýža (ur. 26 czerwca 1910 w Prościejowie, zm. 8 marca 1942 w Auschwitz-Birkenau) – czechosłowacki zapaśnik walczący w stylu klasycznym. Olimpijczyk z Berlina 1936, gdzie odpadł w eliminacjach w kategorii 55 kg
Mistrz kraju w 1937 roku.
- Turniej w Berlinie 1936

Pokonał Jakoba Brendela z Niemiec i Hüseyina Erkmena z Turcji, a przegrał z Väinö Perttunenem z Finlandii.